# Jakeem Grant
Jakeem Grant (Athens, 30 ottobre 1992) è un giocatore di football americano statunitense che milita nel ruolo di wide receiver e kick returner per i Cleveland Browns della National Football League (NFL).

## Carriera

### Miami Dolphins
Dopo avere giocato al college a football coi Texas Tech Red Raiders dal 2012 al 2015 dove stabilì il record dell'istituto per yard ricevute in carriera, Grant fu scelto nel corso del sesto giro (186º assoluto) nel Draft NFL 2016 dai Miami Dolphins. Debuttò come professionista partendo come titolare nella gara del primo turno persa contro i Seattle Seahawks. Nel quinto turno segnò il primo touchdown in carriera su un ritorno di punt da 74 yard.
Nel primo turno della stagione 2018 Grant fu premiato come migliore degli special team della settimana dopo avere ritornato un kickoff per 102 yard in touchdown
Nella settimana 8 della stagione 2020 Grant ritornò un punt per 88 yard in touchdown, stabilendo un nuovo record di franchigia e venendo premiato come miglior giocatore degli special team della settimana. A fine stagione fu inserito nel Second-team All-Pro come punt returner dopo avere ritornato 29 punt per 330 yard.

### Chicago Bears
Il 5 ottobre 2021 Grant fu scambiato con i Chicago Bears per una scelta del sesto giro del Draft 2023. A fine stagione fu convocato per il suo primo Pro Bowl come specialista nei ritorni e inserito nel Second-team All-Pro.

### Cleveland Browns
Il 16 marzo 2022 Grant firmò con i Cleveland Browns.

## Palmarès
- Convocazioni al Pro Bowl: 1

2021
- Second-team All-Pro: 2

2020, 2021